# Goodbye South, Goodbye
Pour plus de détails, voir Fiche technique et Distribution.
Goodbye South, Goodbye (chinois : 南國再見,南國; pinyin: Nánguó Zaìjiàn, Nánguó) est un film de Hou Hsiao-hsien sorti le 16 avril 1997 en France.

## Synopsis
La période de transition politique que vit Taïwan favorise l'émergence de petits malfrats en tous genres, à la fois retors et sympathiques. Kao, Tête d'Obus et Patachou en font partie. À chaque fois que leurs affaires tournent mal, ils font appel à Hsi, leur aîné et protecteur, pour les sortir du pétrin. 

## Fiche technique
- Titre original : 南國再見,南國 - Nánguó Zaìjiàn, Nánguó
- Titre international : Goodbye South, Goodbye
- Réalisation : Hou Hsiao-hsien
- Scénario : Chu Tien-wen, Jack Kao, King Jieh-wen
- Photographie : Mark Lee Ping-bin, Chen Huai-en
- Montage : Liao Ching-song
- Musique : Lim Giong
- Production : Ben Hsieh, Chong Huang, Shozo Ichiyama, King Jieh-wen, Katsuhiro Mizuno, Kazuyoshi Okuyama
- Société de production : 3H Films, Taïwan
- Pays d’origine :  Taïwan
- Langue originale : mandarin
- Genre : comédie dramatique
- Durée : 112 minutes
- Dates de sortie :
  - France : 13 mai 1996 (Festival de Cannes 1996), 16 avril 1997 (sortie nationale)

## Distribution
- Jack Kao : Kao
- Lim Giong : Tête d'Obus
- Annie Yi : Patachou
- Jason King : Hsi
- Hsu Kuei-ying : Ying
- Ming Lei : le père de Kao
- Ming Kao : Ming
- Vicky Wei : Hui

## Distinction
- Festival de Cannes 1996 : sélection en compétition